# Konstytucja Polskiej Rzeczypospolitej Ludowej

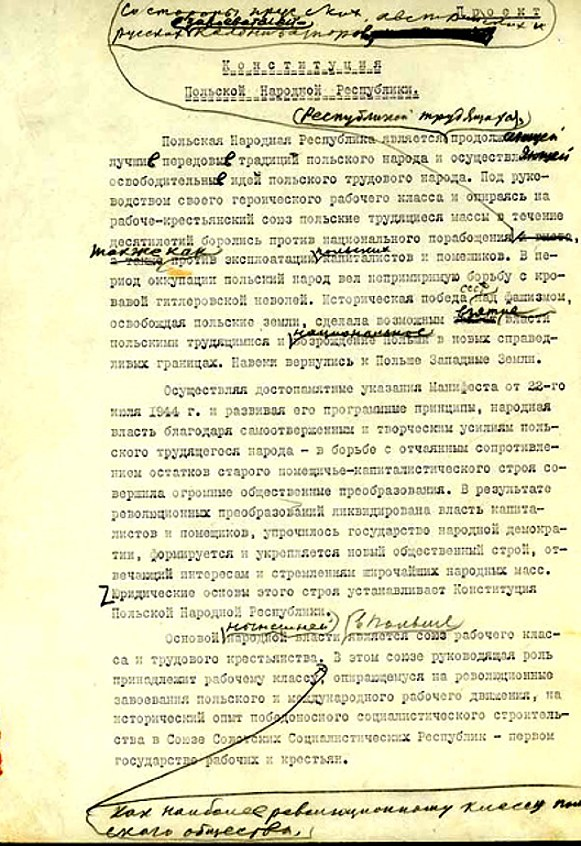
Projekt Konstytucji PRL w języku rosyjskim z naniesionymi odręcznie poprawkami przez Józefa Stalina

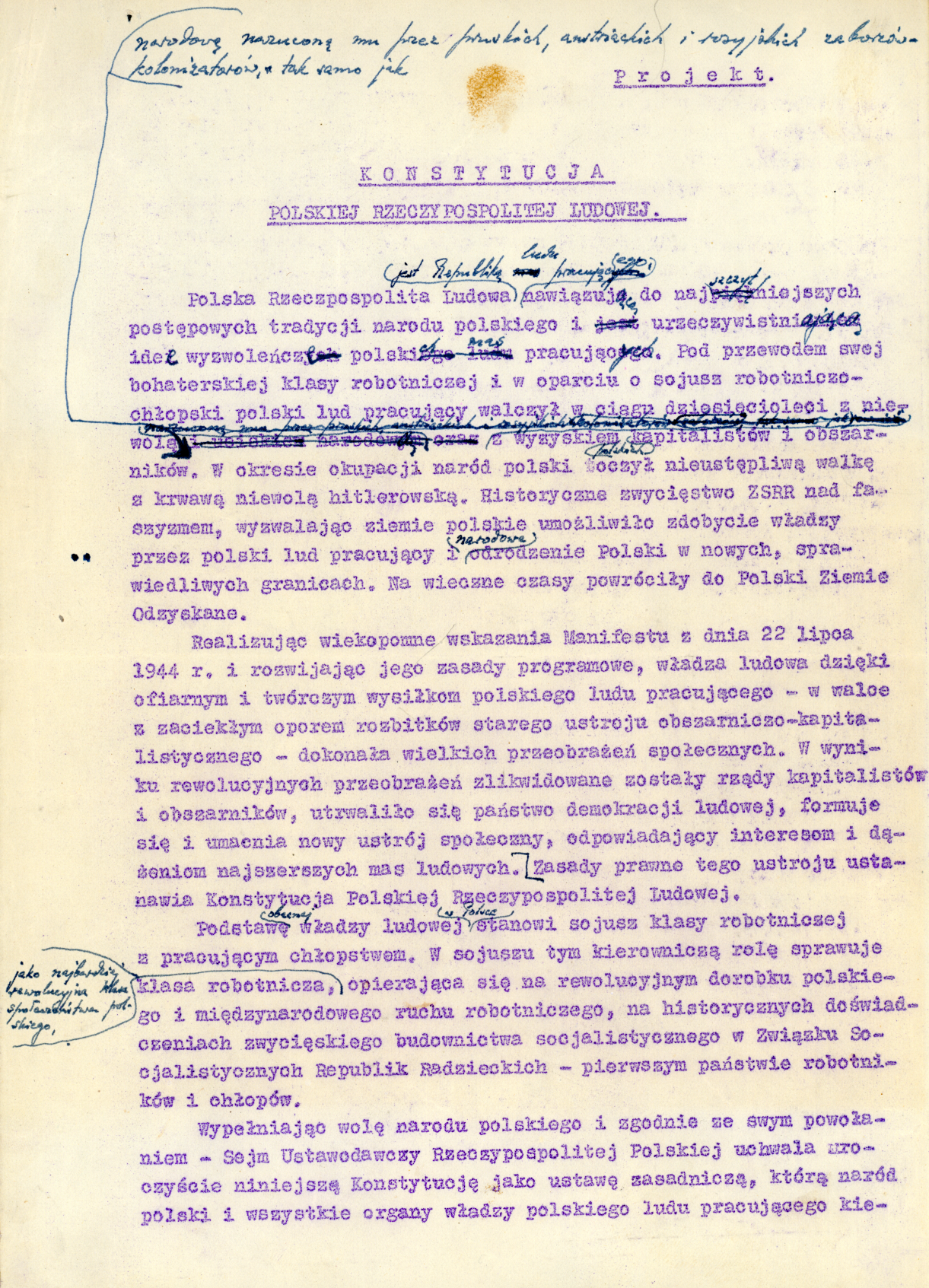
Projekt Konstytucji PRL z korektą Bolesława Bieruta

Konstytucja Polskiej Rzeczypospolitej Ludowej (pot.: konstytucja stalinowska, konstytucja lipcowa) – konstytucja PRL uchwalona przez Sejm Ustawodawczy 22 lipca 1952, opublikowana 23 lipca 1952, weszła w życie 23 lipca 1952 z mocą obowiązującą od 22 lipca 1952 i zmieniona z dniem 31 grudnia 1989 w Konstytucję Rzeczypospolitej Polskiej. Opracowana w pierwotnej postaci według wzoru stalinowskiej konstytucji ZSRR z 1936. Była głównie aktem deklaratywno-propagandowym. Nie regulowała działania głównego ośrodka władzy politycznej, czyli PZPR, skąd wynikała jej fasadowość. W praktyce konstytucja miała mniejsze znaczenie niż statut PZPR, który odwoływał się do idei komunistycznej (marksizmu-leninizmu).

## Historia
Konstytucja zrywała, poprzez wzmocnienie instytucji Rady Państwa, z przyjętym w polskiej praktyce konstytucyjnej trójpodziałem władzy – obowiązującym na mocy konstytucji marcowej (formalnie do 1952 roku) – wprowadzając wzorowaną na konstytucji sowieckiej zasadę jedności władzy państwowej. Ustrojodawca w preambule deklarował, że państwo jest republiką ludu pracującego. Wskazano nowy podmiot będący źródłem władzy – nominalnego suwerena, prawdopodobnie chcąc podkreślić różnice między socjalistycznym a burżuazyjnym konstytucjonalizmem. Zabieg miał różnicować starego suwerena – naród i nowego – „lud pracujący”, podkreślając tym samym rewolucyjne przemiany społeczne i dystans wobec „klas posiadających”. Zasada ludowładztwa oznaczać miała udział mas w kierowaniu państwem i eliminację antagonizmów klasowych, ekonomicznych i społecznych. Uznać przy tym należy, że – pomimo wyeksponowania terminu „ludu pracującego” – był to w gruncie rzeczy synonim „narodu”, definiowanego z pozycji marksistowskich. Tak więc władza najwyższa należała do Sejmu jako emanacji „woli ludu”, któremu podporządkowane były inne instytucje: sądownictwo oraz władza wykonawcza z rządem i Radą Państwa.
Na rosyjskiej wersji konstytucji poprawki własnoręcznie naniósł Józef Stalin, a ostateczną wersję polskojęzyczną opracował Bolesław Bierut.
Konstytucja była nowelizowana 24 razy. Ustawą z 10 lutego 1976 wprowadzono postanowienie, że Polska jest państwem socjalistycznym (w miejsce dotychczasowego określenia – państwo demokracji ludowej), PZPR – przewodnią siłą społeczeństwa w budowie socjalizmu, zaś PRL w swej polityce umacnia przyjaźń i współpracę ze Związkiem Socjalistycznych Republik Radzieckich i innymi państwami socjalistycznymi. Zapisy te wywołały protesty społeczne.

## Władza ustawodawcza – Sejm
Sejm Polskiej Rzeczypospolitej Ludowej składał się z 460 posłów na Sejm PRL, na początku ustalono jednolitą normę przedstawicielską 1 poseł: 60 tys. mieszkańców, później wykreślono ją z konstytucji jako niepraktyczną. Zerwano z zasadą mandatu wolnego (poseł był przedstawicielem ludu pracującego i mógł być przezeń odwołany, w praktyce ani razu nie wykorzystano tego przepisu – jako zbyt niebezpiecznego). Wprowadzono czteroprzymiotnikowe prawo wyborcze (wykreślenie zasady proporcjonalności). Sejm większością głosów przyjmował ustawy i podejmował uchwały, wybierał ze swego grona Prezydium (funkcja marszałka zawsze przypadała przedstawicielowi ZSL), na pierwszym swym posiedzeniu powoływał Prezesa Rady Ministrów wraz z Radą Ministrów oraz Radę Państwa. Uchwalał budżet i narodowe plany społeczno-gospodarcze. Miał prawo przyjmować petycje od obywateli. Do niego należały też niektóre uprawnienia kreacyjne, m.in. wybór Szefa NIK, członków Trybunału Stanu i Konstytucyjnego oraz Rzecznika Praw Obywatelskich (trzy ostatnie instytucje powołano dopiero w latach osiemdziesiątych). Parlament obradował w trybie sesyjnym. Sesje zwoływane były w określonych terminach przez Radę Państwa. W praktyce Sejm, pomimo silnej pozycji według konstytucji, był posłusznym narzędziem do przegłosowywania projektów ustaw wychodzących z Komitetu Centralnego PZPR.

## Władza wykonawcza
Władza wykonawcza należała do Rady Ministrów i Rady Państwa. W końcowym okresie obowiązywania Konstytucji PRL Radę Państwa zastąpiono urzędem Prezydenta PRL, jednak z pewnym zmniejszeniem kompetencji w stosunku do likwidowanej Rady Państwa. Rada Państwa była organem kolegialnym wybieranym co cztery lata na pierwszym posiedzeniu Sejmu. W jej skład wchodzić mogli posłowie na Sejm PRL oraz inne osoby, którym powierzono tę funkcję. Przedstawicieli wybierano z członków partii, choć zdarzało się, że w Radzie zasiadali posłowie bezpartyjni lub katoliccy (np. Jerzy Zawieyski). Rada Państwa miała prawo wydawania dekretów z mocą ustawy w czasie przerw między sesjami Sejmu, musiały one jednak być zatwierdzone na najbliższej sesji Sejmu. Jako głowa państwa reprezentowała PRL w stosunkach zewnętrznych (de facto jednak czynił to jej Przewodniczący), ratyfikowała umowy międzynarodowe oraz miała głos w sprawach związanych z obronnością i służbą wojskową. Nadawała obywatelstwo PRL i stosowała prawo łaski. Jej Przewodniczący wraz z Sekretarzem podpisywał ustawy, jednak nie miał prawa weta w stosunku do nich. Rada Państwa ustalała za to ich powszechnie obowiązującą wykładnię. Ministrów powoływał i odwoływał Sejm PRL. Według Konstytucji PRL (art. 20) przysługiwała jej inicjatywa ustawodawcza obok Rady Ministrów i posłów na Sejm PRL.

## Władza sądownicza
Sądownictwo w PRL działało w zgodzie z zasadą jednolitości – Sąd Najwyższy sprawował nadzór nad wszystkimi pozostałymi sądami, które z kolei dzieliły się na: rejonowe (pierwotnie powiatowe), wojewódzkie oraz szczególne (w praktyce administracyjne i wojskowe). W 1980 roku powołano Naczelny Sąd Administracyjny, nie udało się natomiast powołać wojewódzkich sądów administracyjnych. Nowelą z 1982 roku do konstytucji wprowadzono znany w Polsce przedwojennej Trybunał Stanu oraz nową instytucję – Trybunał Konstytucyjny. Ten ostatni miał kompetencje podobne do obecnych, z tym że istniała możliwość odrzucania jego orzeczeń przez Sejm. Ponadto posiadał prawo ustalania powszechnie obowiązującej wykładni ustaw i występowania z wnioskiem o postawienie przed Trybunał Stanu. Wszystkie wyżej wymienione instytucje były realizacją (dawnych) postulatów Stronnictwa Demokratycznego.

## Nowelizacje i uchylenie
W trakcie 45 lat obowiązywania Konstytucja była 23 razy nowelizowana. Różne było np. usytuowanie Najwyższej Izby Kontroli. 10 lutego 1976 określono PRL jako państwo socjalistyczne (art. 1 ust. 1), wpisano do Konstytucji przewodnią rolę PZPR (art 3 ust. 1) i przyjaźń z ZSRR (art. 6 pkt 2).
Po porozumieniach okrągłego stołu:
- w kwietniu 1989 Sejm uchwalił tzw. nowelę kwietniową, przywracającą izbę wyższą (Senat) oraz urząd Prezydenta,
- w grudniu 1989 tzw. Sejm Kontraktowy dokonał kolejnej nowelizacji Konstytucji – prócz zmiany nazwy państwa wykreślono odniesienia do ustroju socjalistycznego (przepisy dot. m.in. współpracy z ZSRR oraz przewodniej roli PZPR w życiu politycznym),
- 17 października 1992 roku w części dotyczącej stosunków między władzą wykonawczą a ustawodawczą oraz samorządu terytorialnego została zastąpiona tzw. Małą Konstytucją.

Została uchylona całkowicie przez art. 242 Konstytucji Rzeczypospolitej Polskiej z 1997.
16 kwietnia 1998 Senat Rzeczypospolitej Polskiej przyjął uchwałę o ciągłości prawnej między II a III Rzecząpospolitą Polską, w której stwierdził w punkcie 2 uchwały, że Konstytucja PRL z 22 lipca 1952 nie uchyliła konstytucji kwietniowej z 23 kwietnia 1935 i porządku prawnego II RP.
W opinii przedstawionej przez Biuro Legislacyjne Kancelarii Senatu stwierdzono, że konstytucja kwietniowa z 1935 r. utraciła moc obowiązującą na zasadzie desuetudo, czyli z powodu długotrwałego niestosowania jej norm w praktyce.